# You Don't Have to Live Like a Referee
«You Don't Have to Live Like a Referee» (укр. «Ви не повинні жити, як рефері») — шістнадцята серія двадцять п'ятого сезону мультсеріалу «Сімпсони», прем'єра якої відбулась 30 березня 2014 року у США на телеканалі «Fox».

## Сюжет
У Спрінгфілдській початковій школі Сеймур Скіннер представляє урок «живої історії», який зривається і переростає в масову бійку. Тоді інспектор Чалмерз пропонує провести конкурс публічних виступів на тему «Хто Ваш герой?»
Ліса хотіла виступити з доповіддю про Марію Кюрі, але вже перед виступом дізнається, що про вчену вже розповідає Мартін Принс. У сльозах вона вибігає із зали. Барт втішає сестру та пропонує розповісти про Гомера. Ліса розповідає, що її батько — герой для неї, і як один з аргументів наводить, що він був справедливим і неприступним, коли як рефері вигнав її, власну дочку, з футбольного поля.
Згодом до Сімпсонів навідується представник ФІФА. Він пропонує Гомерові як неприступному судді судити чемпіонат світу з футболу у Бразилії.
Сімпсони летять до Бразилії. Дорогою Гомер вивчає правила європейського футболу, Мардж вивчає португальську, а Ліса міняється місцями в літаку з однієї з місцевих мешканок, щоб та змогла подивитися безкоштовно телеканал «HBO».
Гомер чесно справляється з обов'язками арбітра і успішно працює на чемпіонаті. Хоча Гомера неодноразово намагаються підкупити то мафія, то самі гравці, але безуспішно. Він каже Барту, що з великими труднощами стримує себе від отримання хабарів, щоб не заплямувати свою репутацію в очах Ліси. Барт змушений розповісти правду батькові, що Ліса насправді не хотіла вибирати його як свого героя. Гомер впадає у відчай і відвідує місцевий бар пиячити. Мафіозі використовують його відчай і дають підкуп за допомогу бразильцям у фіналі проти збірної Німеччини.
Перед початком матчу Ліса намагається вмовити батька не слухати мафію і зізнається, що на чемпіонаті світу тато дійсно став для неї героєм, довівши свій професіоналізм. У розпал матчу бразильський гравець падає у штрафній зоні німців, проте Гомер під впливом слів Ліси, яка переконана, що це симуляція, не призначає пенальті. В результаті, бразильці програють німцям у фіналі з рахунком 0:2. Оскаженілі гангстери йдуть розправитися з Гомером, але за нього вступається та жінка ― мати гангстера. Вона переконує мафію залишити Сімпсонів у спокої.
У фінальні сцені Сімпсони сплавляються по Амазонці, а Гомер спостерігає за вирубкою лісу, де клоун Красті будує новий «Красті Бургер».

## Цікаві факти і культурні відсилання
- Назва серії є відсиланням до рядка «don't have to live like a refugee» (англ. «Ви не повинні жити, як біженець») з пісні «Refugee» гурту «Tom Petty and the Heartbreakers»[1].
- У травні 2015 року після корупційного скандалу у ФІФА, серія звернула увагу соціальних мереж[2].
- Гравець-симулянт збірної Бразилії Ель Діво є пародією на реального гравця збірної Неймара, який також відзначався симуляціями.
- Німеччина справді виграла чемпіонат світу з футболу 2014 року, і також обіграла Бразилію у півфіналі.
  - Під час гри Неймар, як і Ель Діво у серії, також не грав через травму.

## Ставлення критиків і глядачів
Під час прем'єри серію переглянули 3,91 млн осіб з рейтингом 1.9, що другим найпопулярнішим шоу на каналі «Fox» тієї ночі, після «Сім'янина».
Денніс Перкінс з «The A.V. Club» дав серії оцінку C, сказавши:
|  | Було багато потенційних комічних боєприпасів. По-перше, це перша поїздка Сімпсонів до Бразилії після сумнозвісної серії 13 сезону «Blame It on Lisa», яка так сильно розлютила бразильську туристичну раду, що вже готувався судовий процес. Додайте сюди стару надійну динаміку відносин Гомера та Ліси (що найбільше вражає в серіалі), і всі частини були зібрані, щоб зібрати незабутній епізод. Те, що врешті решт вийшло, було одним з найбільш формальних у сезоні, справді, обломом. |

Тереза Лопес з «TV Fanatic» дала серії три з п'яти зірок, сказавши:
|  | Окрім зворушливої історії, в цій серії були кілька веселих сцен та приколів. Зокрема, Кірні, що розмістив на спині Гомера записку «поважай мене» (замість звичної «копни мене») під час виступу Ліси, був приємним дотиком. Однак це зблідло у порівнянні з монтажем креативних пропозицій підкупу в Бразилії. Це був кумедний спосіб висміяти нестримну корупцію, виявлену на змаганнях Кубка світу. |

Згідно з голосуванням на сайті The NoHomers Club більшість фанатів оцінили серію на 3/5 із середньою оцінкою 3,18/5.